# Natalia Sinelnikova

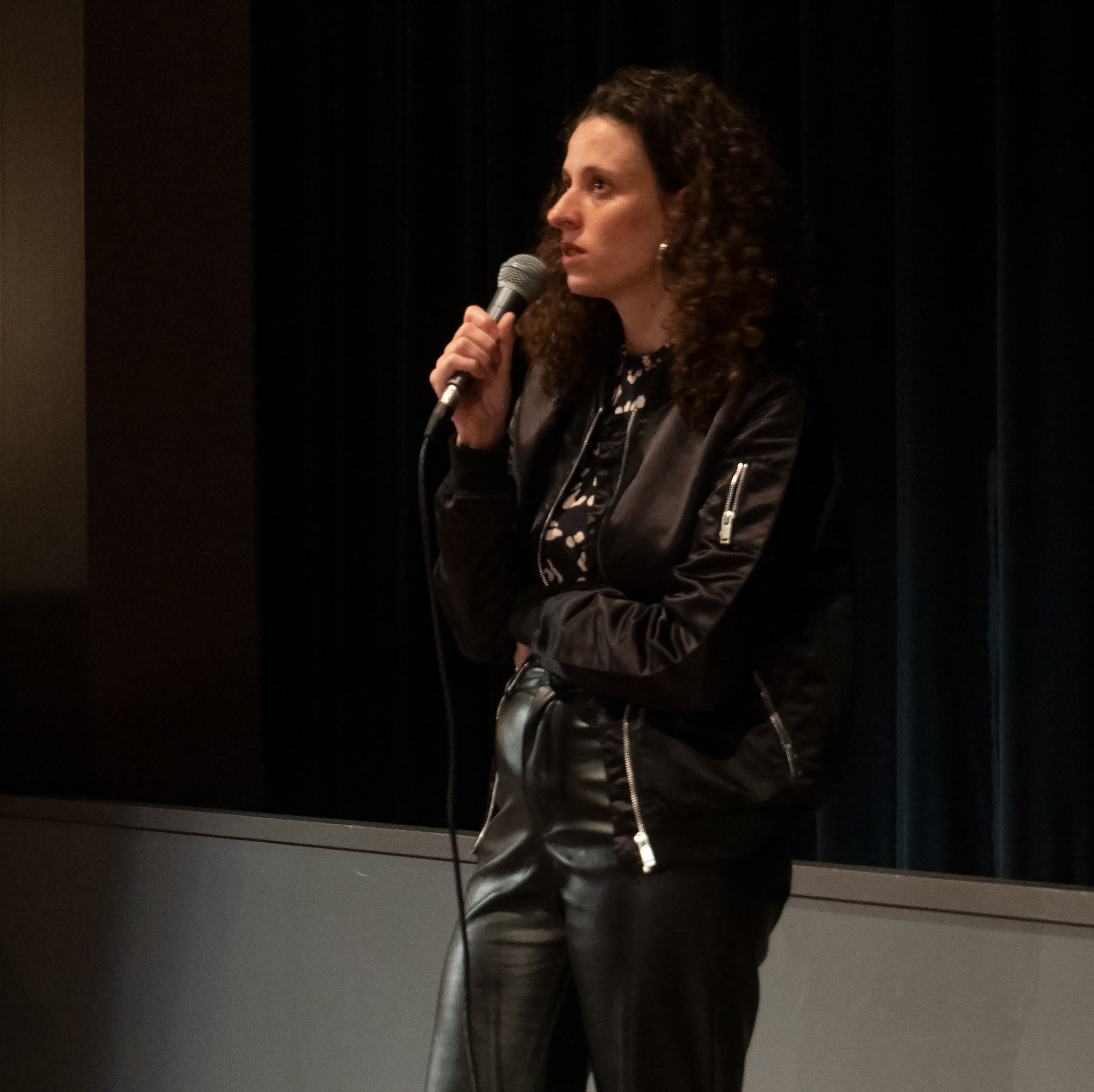
Natalia Sinelnikova 2022

Natalia Sinelnikova (* 1989 in Leningrad, Russische SFSR, Sowjetunion) ist eine deutsche Filmregisseurin und Drehbuchautorin.

## Leben und Werk
Natalia Sinelnikova verbrachte die ersten sieben Jahre ihres Lebens in einer Hochhaussiedlung am Rande von Leningrad. 1996 kam sie mit ihrer Familie als jüdischer Kontingentflüchtling nach Deutschland. Nach ersten Stationen in Niedersachsen zog sie nach Berlin, wo sie mit ihrer Familie im Märkischen Viertel lebte. Als Stipendiatin des Ernst-Ludwig-Ehrlich-Studienwerks studierte sie Kulturwissenschaften mit den Schwerpunkten Fotografie und Theater an der Universität Hildesheim; 2013 erwarb sie den Bachelor-Grad. Natalia Sinelnikova erklärte später, dass sie „die Offenheit, das reflektierte Denken und der Einfluss von Theater und Bildender Kunst“ sehr geprägt hätten. Dennoch entschied sie sich anschließend dazu, ein Studium der Filmregie an der Filmuniversität Babelsberg Konrad Wolf aufzunehmen.
Hier entstanden eine Reihe von Kurzspielfilmen und Kurzdokumentarfilmen, so Schwarze Katzen (2014) über drei Immigrantinnen in Berlin, denen ihr Aberglaube hilft, ein Gefühl der Heimatlosigkeit zu überwinden. Flow (2015) leitete die Zusammenarbeit mit dem Drehbuchautor Viktor Gallandi ein, die sich 2016 mit dem 30 Minuten langen Spielfilm Trauerweiden fortsetzte. Der Film wurde unter anderem auf dem Moscow Jewish Film Festival, dem Odessa Jewish Film Festival und dem Jüdischen Filmfestival Berlin & Brandenburg gezeigt. Für den Episodenfilm Waiters (2018) steuerte sie den Beitrag Die unsichtbare Frau bei. Daneben entstanden Werbefilme und zwei Musikvideos für die Berliner Electronica-Band Yeah But No.
Ihr Masterabschlussfilm an der Filmuniversität und erster Langspielfilm, Wir könnten genauso gut tot sein, eröffnete 2022 die Sektion Perspektive Deutsches Kino auf der Berlinale. In dem Film geraten die Bewohner eines entlegenen, mit Zaun und Stacheldraht geschützten Hochhauses in Panik, als eines Tages der Hund des Hausmeisters aus unerklärlichen Gründen verschwindet und nicht wieder auftaucht. Nach Aussage von Natalia Sinelnikova, die zusammen mit Viktor Gallani das Drehbuch verfasste, enthält der Spielfilm „Elemente des Thrillers und des absurden Dramas“, sei aber im Kern eine Sozialsatire. Der Film bekam noch während der Berlinale eine sehr positive Kritik im Branchenmagazin Screen Daily. Die Wochenzeitung Die Zeit zählte Wir könnten genauso gut tot sein zu den zehn besten Filmen des Festivals. Seine internationale Premiere feierte der Film auf dem Tribeca Film Festival in New York, wo er von der Kritik ebenfalls hoch gelobt wurde. Die New York Times bezeichnete den Film als ein "herausragendes Debüt". 
Natalia Sinelnikova lebt in Berlin. Sie ist Teil des jüdischen Künstlernetzwerkes Dagesh. Ihre jüngere Schwester Alexandra Sinelnikova arbeitet als Schauspielerin.

## Filmografie (Auswahl)
- 2014: Schwarze Katzen (Kurzdokumentarfilm)
- 2015: Flow (Kurzfilm)
- 2016: Trauerweiden (Mittellanger Spielfilm)
- 2018: Die unsichtbare Frau (Beitrag für Episodenfilm)
- 2022: Wir könnten genauso gut tot sein (Spielfilm)